# 大和一孝
大和 一孝（やまと かずたか、1976年10月17日‐）は日本のお笑い芸人である。お笑いコンビ・スパローズのボケ担当。フリーランスで、かつての所属事務所は浅井企画。福岡県出身。福岡県立八幡中央高等学校卒業。
身長 180cm、体重 68kg、血液型 B型。

## 人物
- コンビよりも大和単体の仕事が多くなってきている。
- バイきんぐの小峠英二とのトークライブ『ヤマトウゲ』を月1回に行う。

- 趣味は1人キャンプ、サッカー、将棋、株、競艇、競馬。特技は我慢すること、遊戯王、害虫駆除[1]。とりわけ「キャンプ」についてのは造詣は深く、芸能の仕事の隙間の時間を見つけては、オールシーズン1人単独で山に入り、1人キャンプにいそしむ「ソロキャンパー」の名手。「1人キャンプ」から「グランピング」までの幅広い知識と、サバイバル技術やキャンプ道具収納技術などに長けており、ヒロシや西村瑞樹（バイきんぐ）、阿諏訪泰義（うしろシティ）らで構成された、ソロキャンプチーム「焚火会」のメンバーでもある。
- 金融会社40社、知人60人に合わせて1000万円ほどの借金があったが、33歳のときに自己破産した[2]。自己破産後は改心し、株の勉強を始め、そのことが仕事にもつながったと『しくじり先生 俺みたいになるな!!』（2019年5月21日放送回）に出演した際に打ち明けた[3]。
- 2022年4月1日をもって浅井企画を退社し、フリーで活動。なお相方森田は浅井企画に残留し、コンビとしては継続する[4]。同年12月30日にじゅんいちダビッドソンが代表を務める事務所「合同会社潤一」と業務提携をすることを発表[5]。

## 出演
※ コンビでの出演は｢スパローズ｣の項目を参照のこと。

### テレビ

#### 現在のレギュラー番組
- カンニング竹山の土曜The NIGHT（2018年1月14日 - 2020年12月27日[6]、AbemaTV）アシスタント
- ヒロシのひとりキャンプのすすめ（熊本朝日放送、2020年 - 不定期出演）

#### 過去の出演番組
- 世界の果てまでイッテQ!（2009年4月）- 珍獣ハンターオーディション
- ぐるぐるナインティナイン（2010年5月）
- ファミレストーク THE6名様
- ぐるぐるナインティナイン(日本テレビ、2010年5月)
- 森田一義アワー 笑っていいとも!（フジテレビ、2011年5月13日）- 『ドヤテクZ』コーナー
- ホムカミ〜ニッポン大好き外国人 世界の村に里帰り〜（2013年10月27日）
- 人生が変わる1分間の深イイ話（2014年5月19日）
- バラいろダンディ（TOKYO MX、2014年5月20日）
- ナカイの窓（2015年8月26日）
- 特捜警察ジャンポリス（2016年4月22日、9月9日、10月21日、11月18日）
- みんなでナラベカエ（テレビ東京、2016年9月19日）
- とんねるずのみなさんのおかげでした（フジテレビ、2017年5月25日）
- おぎやはぎのハピキャン ～キャンプはじめてみました～（メ～テレ、2019年10月23日）
- ヒロシと愉快な仲間たち～焚火会inくまもと～（熊本朝日放送、2020年1月2日・2021年1月3日・2022年1月2日・2023年1月2日）

### ウェブテレビ
- 買えるAbemaTV社（2018年2月1日、AbemaTV）ハンバイヤー[7]
- しくじり先生 俺みたいになるな!!（2019年5月21日、テレビ朝日、AbemaTV） - “借金界のキングクズ先生”[8][9]

### ラジオ

#### 現在のレギュラー番組
- 岡三オンライン証券・カブりつきマーケット情報局（ラジオNIKKEI第1、2018年 - ）金曜日
- マーケットプレス（ラジオNIKKEI第1、2017年）

### 雑誌
- 週刊実話（2019年3月7日号）売れっ子芸人の下積みメシ　130笑目